# Шарансе (Орн)
Шарансе (фр. Charencey) — муніципалітет у Франції, у регіоні Нижня Нормандія, департамент Орн. Шарансе утворено 1 січня 2018 року шляхом злиття муніципалітетів Нормандель, Муссонвільє i Сен-Морис-ле-Шарансе. Адміністративним центром муніципалітету є Сен-Морис-ле-Шарансе. Населення — 762 особи (01.01.2021).